# 4 Tauri
4 Tauri (s Tauri) é uma estrela na direção da Taurus. Possui uma ascensão reta de 03h 30m 24.48s e uma declinação de +11° 20′ 11.3″. Sua magnitude aparente é igual a 5.14. Considerando sua distância de 417 anos-luz em relação à Terra, sua magnitude absoluta é igual a −0.39. Pertence à classe espectral A0Vn.